# Little Red Hood
Little Red Hood (Caperucita Roja) es un videojuego de NES sin licencia desarrollado por la empresa taiwanesa Thin Chen (conocida como Sachen).

## Resumen
El argumento de Little Red Hood está basado libremente en el cuento infantil Caperucita Roja.
"Caperucita" debe bajar las escaleras para encontrar las llaves, y en la recolección de frutos, permitir ver la salida.
Sachen ha incluido este juego en versiones de tipo multicart.
Home Entertainment Suppliers ha vendido el juego en Australia, donde utiliza una cubierta con una Caperucita Roja de cabello rubio, pateando a criaturas, en lugar de la cubierta usada en Asia oriental con la Caperucita Roja y dos lobos.
Al ser un juego sin licencia, los desarrolladores tenían que pasar por alto el chip 10NES que se encuentran en las consolas estándar. En lugar de utilizar el Color Dreams con los métodos de los picos de tensión o de la ingeniería inversa del chip 10NES como Tengen hizo, en su lugar se incluyó una ranura en la parte superior del cartucho, por lo que una licencia de juego de NES podría eludir el chip; el método luego sería replicado por Color Dreams en los videojuegos Wisdom Tree, con el juego de super NES Super 3D Noah's Ark. No es necesario para la NES 2 la consola de carga superior, porque el chip 10NES no se incluyó.
El juego es considerado como uno de los peores juegos NES de la historia, y también uno de los más raros, motivo por el que ha estado en varias subastas en Internet donde ha sido vendido por varios cientos de dólares.
Existe un rumor de que la programación de este juego fue detenida poco después de que se inició el desarrollo, y que fue puesto en libertad de todos modos para obtener dinero rápido, cuando la empresa Thin Chen necesitaba desesperadamente dinero en efectivo. La naturaleza inacabada del juego es clara, ya que a veces se tiene que invertir horas para completar un nivel, y además, la patada puede ser inútil, excepto como una forma de obtener los frutos, ya el desarrollo se detuvo cuando los enemigos no estaban programados para recibir daño. Al final del juego, el jugador es recompensado con un mensaje que dice "¡Oh, mi querida Caperucita Roja! ¡Gracias por tu visita!" mostrando a Caperucita corriendo hacia su abuela.